# تيجانا بوغدانوفيتش
تيجانا بوغدانوفيتش (بالصربية السيريلية: Тијана Богдановић، ولدت في 5 مايو 1998) هي إحدى ممارسي رياضة التايكوندو الصربية.